# Collaret de variscita de la Bòbila Padró
El Collaret de variscita és una peça de joieria del Neolític mitjà trobada al jaciment arqueològic de la Bòbila Padró a Ripollet, (Vallès Occidental), exposat al Museu d'Història de Sabadell.

## Descripció
El collaret conté 252 denes de variscita.
Durant el Neolític van ser àmpliament utilitzats a tot l'occident europeu minerals de color verd per a la fabricació de peces d'ornament corporal, principalment variscita i, en menor mesura, turquesa, esteatita o malaquita. Sens dubte el color verd tenia un valor ornamental, però hom li atribueix sobretot valors socials i simbòlics. A les mines de Gavà hi ha l'únic lloc d'explotació de variscita de la prehistòria (amb el període més actiu fa 6000 i 5000 anys) conegut d'arreu d'Europa: va ser el centre de producció de joies de variscita que van difondre's per tot el territori de l'actual Catalunya, Andorra, seguint l'eix de l'Ebre cap a l'oest i probablement cap al nord fins a la Provença i la zona de Tolosa. A Catalunya, les fonts d'aflorament d'aquestes matèries primeres es troben a desenes de quilòmetres dels llocs on s'han localitzat, fet que n'indica una clara circulació regional.